# 前387年
| 千纪： | 前1千纪 |
| 世纪： | 前5世纪 \| 前4世纪 \| 前3世纪 |
| 年代： | 前410年代 \| 前400年代 \| 前390年代 \| 前380年代 \| 前370年代 \| 前360年代 \| 前350年代                                                                                                 |
| 年份： | 前392年 \| 前391年 \| 前390年 \| 前389年 \| 前388年 \| 前387年 \| 前386年 \| 前385年 \| 前384年 \| 前383年 \| 前382年                                                                   |
| 纪年： | 周安王十五年 魯穆公二十九年 齊康公十八年 晉孝公二年 趙武侯十三年 魏武侯九年 韓烈侯十三年 秦惠公十三年 楚悼王十五年 宋休公九年 衛慎公二十八年 鄭康公九年 燕後簡公二十八年 越王翳二十四年 |

## 大事记
- 秦伐蜀，取南鄭。
- 吳起奔楚，楚悼王以為令尹進行改革，捐不急之官，廢公族疏遠者，以撫養戰鬥之士，要在強兵，破游說之言從橫者。於是南平百越，北卻三晉，西伐秦，諸侯皆患楚之強。
- 秦惠公薨，子秦出公立。
- 趙武侯薨，國人立烈侯之太子章，為趙敬侯。
- 韓烈侯啟薨，子韓文侯立。
- 凯尔特高卢人伐罗马。
- 斯巴達派出安塔爾基達斯作為使者前往波斯求和，波斯轉而支持斯巴達，迫使底比斯、雅典、科林斯與阿戈斯聯軍簽訂《安塔爾基達斯和約》，強化波斯與斯巴達對希臘事務的主導性，結束科林斯戰爭。

## 逝世
- 秦惠公(戰國)，秦國君主（生年不詳）。
- 趙武侯，趙國君主（生年不詳）。
- 韓烈侯，韓國君主（生年不詳）。